# Famille de Montalban
 (janvier 2015).
Si vous disposez d'ouvrages ou d'articles de référence ou si vous connaissez des sites web de qualité traitant du thème abordé ici, merci de compléter l'article en donnant les références utiles à sa vérifiabilité et en les liant à la section « Notes et références ».
La famille de Montalban était une famille noble autrichienne ayant vécu du XIIie au XVIIIe siècle. Elle fut suzeraine des  villages de Längenfeld, Huben et de l'ensemble des villages situés dans la vallée de l'Ötztal en Autriche.
Cette famille fut la suzeraine de la vallée de l'Ötztal durant plusieurs siècles. Elle reçut l'intégralité de la vallée en tant que fief de la part du comte de Tyrol Meinhard II de Tyrol en 1288 et pris le titre de Comte de l'Ötztal.

## Histoire
Les seigneurs de Montalban (et la famille de Montalban) furent mentionnés pour la première fois en 1156 dans le val de Venoste en Italie. Ils étaient alors des ministériats (hauts administrateurs) dans le val de Venoste occupants diverses fonctions politiques hautement placées dans l'administration.
La famille de Montalban occupa également plusieurs fonctions ecclésiastiques en étant notamment évêque de la ville de Freising en Allemagne (Bavière) sous le règne de Frédéric de Montalban.

## Membre important
- Frédéric de Montalban, évêque de Freising, président de la Chambre haute de la ville de Freising et premier Comte de l'Ötztal.